# Kevin Baldwin
Kevin Baldwin (* vor 1982 in Bermondsey, London) ist ein britischer Animator.

## Leben
Baldwin studierte Animation und sammelte während des Studiums praktische Erfahrung beim Animationsstudio Bob Godfrey Films. Bob Godfrey stellte ihn 1982 in seinem Studio als Animator ein. Zu Baldwins ersten Arbeiten gehörte die Trickserie Henry’s Cat, die Baldwin bis 1991 animierte. Es folgten zahlreiche animierte Werbefilme. Im Jahr 1993 arbeitete er als Animator am Film Small Talk, bei dem Godfrey Regie führte. Baldwin und Godlfrey erhielten 1994 eine Oscarnominierung in der Kategorie Bester animierter Kurzfilm.
Baldwin lebt und arbeitet in London.

## Filmografie
- 1982–1991: Henry’s Cat (TV-Serie)
- 1988: Muzzy in Gondoland (TV-Serie)
- 1989: Revolution – La Belle France
- 1989: The Poddington Peas (TV-Serie)
- 1989–1990: Penny Crayon (TV-Serie)
- 1990: Happy Birthday Switzerland
- 1993: Small Talk
- 1994: Know Your Europeans: The United Kingdom
- 1998: Albie (TV-Serie)
- 2000: Maggie Thatcher: Where is She Now?
- 2006: The Loser’s Club
- 2007: How to Destroy the World
- 2009: Southern Softies
- 2009: Dirty Oil
- 2010: Oliver Cromwell’s Head

## Auszeichnungen
- 1994: Oscarnominierung, Bester animierter Kurzfilm, für Small Talk